# Valor econômico adicionado
Valor econômico adicionado ou simplesmente valor adicionado ou, ainda, valor agregado  é uma noção que permite medir o valor criado por um agente econômico. É o valor adicional que adquirem os bens e serviços ao serem transformados durante o processo produtivo.
Em uma empresa, o valor adicionado é a contribuição adicional de um recurso, atividade ou processo para a fabricação de um produto ou prestação de um serviço.
Em termos macroeconômicos, é o valor dos bens produzidos por uma economia, depois de deduzidos os custos dos insumos adquiridos de terceiros (matérias-primas, serviços,  bens intermediários), utilizados na produção.
Do Inglês, EVA : Economic Value Added.
A fórmula para o cálculo do EVA é composto por: Lucro Operacional após o Imposto de Renda e Custo de Capital, desta forma:
EVA= Lucro Operacional após o Imposto de Renda - (Capital Investido x Custo de Oportunidade)

## Origem
Há uma certa controvérsia quanto a origem do método, alguns autores afirmam que foi introduzido pela General Motors em meados de 1920, outros estudos mostram que já era utilizado por estudiosos alemães no início do século passado.
De qualquer forma ficou esquecido ou pouco utilizado até os anos 1980, quando foi patenteado por Joel Stern e G. Bennett Stewart III, sendo posteriormente disseminado pela Consultoria Stern Stewart Co, tornando-se a partir daí popular em muitas empresas como medida de performance.

## Objetivos
Um dos objetivos principais do EVA, cuja metodologia principal está apoiada em conceitos de Administração Financeira, é demonstrar se uma empresa está efetivamente criando valor aos seus acionistas. Baseado neste ponto, o indicador permite a executivos, acionistas e investidores, avaliar com, clareza se um capital empregado aplicado em um determinado negócio está sendo bem remunerado.
Principais objetivos:
- Possibilita a avaliação das decisões tomadas pelos gestores da empresa bem como a projeção de cenários futuros;

- Possibilita o conhecimento das causas da criação/destruição de valor e permite indicar as alternativas que podem reverter a situação;

- Concentra os esforços de toda a empresa para incrementar operacionalmente os negócios e aumentar a riqueza dos sócios/investidores no longo prazo;

- Torna transparente aos gestores o objetivo mínimo de remuneração  aos sócios e acionistas;

- Pela sua simplicidade, permite a gestores não financeiros o entendimento do método, o qual permite seu acompanhamento e a aplicabilidade na busca dos resultados traçados.[3]

## Fatores

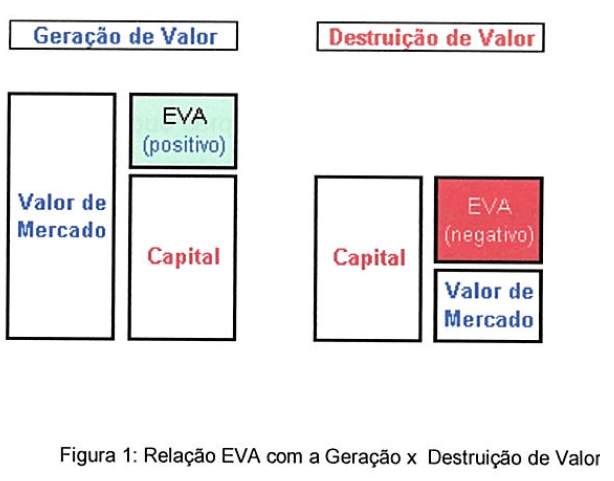
Geração/Destruição de Valor

Basicamente são três os meios de adicionar valor e uma empresa:
- Tentar lucrar mais sem usar mais capital: geralmente esta alternativa está associada à redução de custos e cortes: porém é importante lembrar que existem diversas formas de elevar o faturamento, explorando-se oportunidades de mercado e as necessidades dos clientes;

- Usar menos capital nas operações: neste caso, a empresa deve centrar ações na revisão dos processos e das despesas e custos a eles atrelados;

- Investir em projetos de retorno elevado: a utilização de todo ou parte do capital, deve ser extremamente criteriosa, de maneira que somente se busque selecionar e investir em projetos de alto retorno.

Na figura ao lado(Figura 1) vemos o conceito de Goodwill, onde o processo de mais valia, foi adicionado e o mercado, se propõe a pagar mais pela empresa, devido a geração de valor. Em contrapartida vemos também a destruição de valor, onde o valor de mercado proposto é menor do que efetivamente vale seu capital.

## Metodologia de Cálculo
O cálculo do EVA, assume inúmeras variantes,porém no seu conceito básico pode ser demonstrado abaixo:
Cálculo do EVA - Através da Teoria das Finanças

Cálculo do Capital Empregado
| Capital Empregado                        | Capital Empregado                       | $                                       | $                                       | %            |
| Passivo Circulante/Exigível              | Passivo Circulante/Exigível             | 60.000                                  | 60.000                                  | 60,0%        |
| Patrimônio Líquido                       | Patrimônio Líquido                      | 40.000                                  | 40.000                                  | 40,0%        |
| Total do Passivo                         | Total do Passivo                        | 100.000                                 | 100.000                                 | 100,0%       |
|                                          |                                         |                                         |                                         |              |
| Custo do Capital Próprio(1)              | Custo do Capital Próprio(1)             |                                         |                                         | 18,0%        |
| Custo do Capital de Terceiros(2)         | Custo do Capital de Terceiros(2)        |                                         |                                         | 20,0%        |
| Alíquota do Imposto de Renda             | Alíquota do Imposto de Renda            |                                         |                                         | 25,0%        |
|                                          |                                         |                                         |                                         |              |
| Cálculo do Custo do Capital de Terceiros |                                         |                                         |                                         |              |
| Taxa Bruta x (1- IR)                     | Taxa Bruta x (1- IR)                    | 20,0% x (1-0,25)                        | 20,0% x (1-0,25)                        | = 15,0%      |
| Cálculo médio ponderado de Capital       |                                         |                                         |                                         |              |
| WACC3 = (0,60 x 15,0%) + (0,40 x 18,0%)  | WACC3 = (0,60 x 15,0%) + (0,40 x 18,0%) | WACC3 = (0,60 x 15,0%) + (0,40 x 18,0%) | WACC3 = (0,60 x 15,0%) + (0,40 x 18,0%) | WACC = 16,2% |

(1) Definido pelo acionista, ou seja, quando ele espera ganhar comparando com o custo de oportunidade oferecido por outra fonte
(2) Definido pelo mercado (geralmente expresso por taxas de financiamentos/empréstimos)

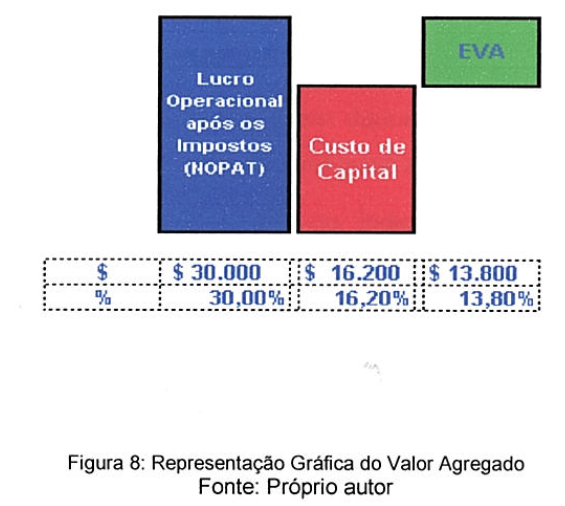
Cálculo do EVA
| Estrutura do Balanço Patrimonial | Estrutura do Balanço Patrimonial | DRE Simplificado ($)                              | DRE Simplificado ($)    |  | Cálculo da ROI                          |
| Ativo Total (Investimentos)      | = $ 100.000                      | Receitas (-) Custos                               | 150.000 ( 80.000)       |  | ROI = Lucro Oper (-) IR / Investimentos |
| Passivo Total Patrimônio Líquido | = $ 60.000 = $ 40.000            | Lucro Bruto (-) Despesas                          | 70.000 ( 30.000)        |  | ROI = $ 40.000 - 25,0% / % 100.000      |
|                                  |                                  | Lucro Operacional1 Imposto de Renda 2 NOPAT (1-2) | 40.000 ( 10.000) 30.000 |  | ROI = $ 30.000 / $ 100.000 ROI = 30,0%  |
|                                  |                                  |                                                   |                         |  |                                         |

| EVA$ - EVA em valores Absolutos       | EVA% - EVA em valores percentuais |
| EVA$ = ( ROI - WACC ) x Investimentos | EVA% = ROI - WACC                 |
| EVA$ = ( 30,0% - 16,2% ) x 100.000    | EVA% = 30,0% - 16,2%              |
| EVA$ = 13,80 % x 100.000              | EVA% = 13,80% ( ROI Residual)     |
| EVA$ = $ 13.800                       |                                   |